# ネイト (エジプト神話)
ネイト（Neith, Ni, Ne, Neit）は、エジプト神話の戦いの女神。
17から19世紀に何度か報告があがった金星の衛星ネイトのエポニムである。現在は存在が否定されている衛星。

## 概要
ナイル川三角州西部にあるサイスの守護神として祀られておりエジプト第1王朝のころから信仰されていた。古代エジプト人は、サイスをザウ（Zau）と呼んでいた。
また古代エジプト南部の町タ＝セネト（Ta-senet）または、イウニト（Iunyt）の3柱の守護神の1つでもある。この町は今は、エスナ（アラビア語: إسنا）と呼ばれている。他にもラトポリス（Λατόπολις）、ポリス・ラトン（πόλις Λάτων）、ラトン （Λάττων）、ラト（Lato）と呼ばれており、ルクソールからナイル川を上流に55キロメートルほど遡った西岸にある。
ネイトは、戦いと狩猟の女神であり、軍神として戦士の武器を作り、戦士が死んだ時、その遺体を守るとされていた。
また知恵の女神でもあり、ホルスとセトの争いの仲裁も行った。
ネイトという名前は、「水」を意味すると見られている。このためネイトをエジプト創世神話の原初の水を擬人化したものと見做す場合、創世の大いなる母神とされる。
絵や彫刻では、頭に織り手の杼を載せ、手に弓と矢を持った姿で描かれることがある。他には、ライオンの頭を持つ姿、ヘビ、牝牛などの姿で描かれることもある。
ネイトは、赤ん坊のワニに授乳する女性として描かれることもあり「ワニの乳母」とも称される。またオグドアドの創世神話における原初の水の概念を人格化した神としては、ネイトには性別がなかった。さらにラーの母として描かれることもあり「ラーを生み出した偉大な牝牛」とも呼ばれる。

## 象徴
ネイトの象徴として交差した2本の矢と盾を重ねたものがある。またこの象徴は、サイスの町も表している。ネイトの姿を描く際、エジプトでは、その頭の上にこの象徴を載せた。
このネイトの象徴とその名をヒエログリフで表した時の一部が織機に似ていることから機織りの女神ともされた。その場合の名が "Neith" すなわち「織り手」を意味するようになった。それによって水神であることを基本とした創造神だったものが織機で世界とそこに存在するもの全てを織り上げる神へと性質が変化した。

## 信仰
サイスのネイト神殿では、「矢を射る者」、「道を切り開く者」として戦勝祈願がなされた。また同じ肩書きを持つウプウアウトと共に戦場に出ると信仰された。
織り手と家事の女神としてのネイトは、女性と結婚の守護神とされたため王家の女性は、ネイトに敬意を表してネイトにちなんだ名を名乗った。
軍神でもあるため死との関連も強く、ミイラを覆う包帯や屍衣を織るとも言われ、そこからさらにカノプス壷を人格化した4神の1柱であるドゥアムトエフを守護するとされた。これは、腹部が人体の中で最も重要であり、戦いの際にも狙われやすいと考えられていたためである。ネイトは、守護するカノプス壷に寄ってくる悪霊に矢を放って追い払うとされた。

## 神話

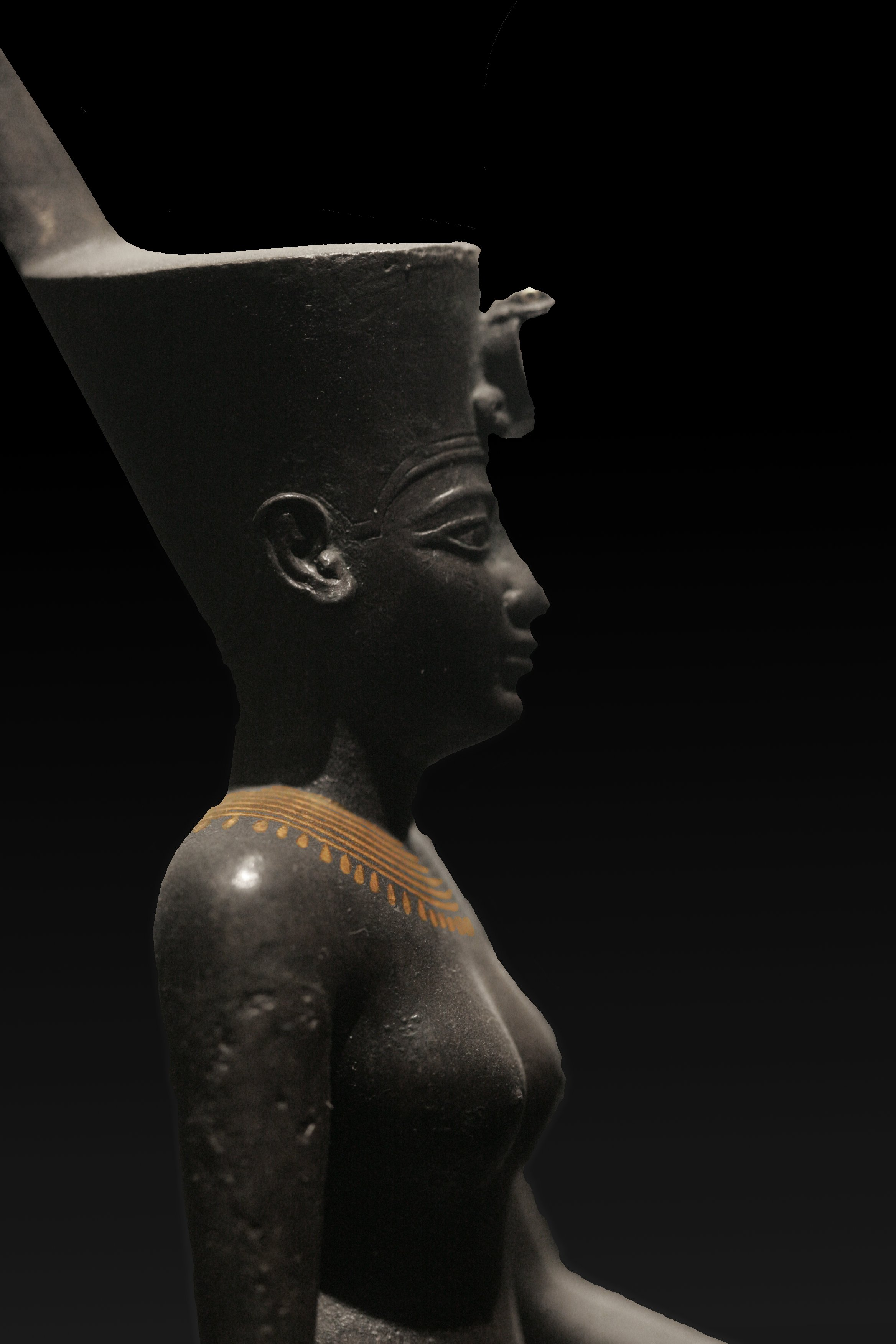
下エジプトの王冠であるデシュレトを被ったネイト像。デシュレトにはウアジェトのコブラ（蛇形記章）が付いている。

水神と見なされた場合、ナイル川を司るクヌムの妻、クロコダイルの姿のセベクの母と見なされることもありナイル川の水源とも結び付けられた。ナイルパーチとも結び付けられ、その信仰の中心地では、3柱の守護神（クヌム、ネイト、彼らの子であるHak）の1柱とされている。
オグドアド神話においてネイトは、ラーとアペプの母とされた。創造と機織りの女神としてネイトは、毎日世界を織機で織り直しているとされる。エスナにあるネイトの神殿の内壁には、ネイトがヌンの原初の水域から最初の大地を作り出したことが記録されている。ネイトが考えて生み出したものには、30柱の神々も含まれる。夫とされる神は、知られていないためネイトは、「処女の地母神」とされてきた。
| 「 | 神秘的で偉大な唯一の女神。はじまりをもたらし、すべてをそうあるようにした。……水平線に輝くラーの神聖な母…… | 」 |

プロクロス（412年-485年）は、サイスの現存しないネイトの神殿の至聖所に次の碑文が刻まれていたと記している。
| 「 | 私はかつてあり、今もあり、これからもある全てである。そして私のヴェールを人間が引き上げたことはない。私がもたらした果実は太陽である。 | 」 |

ヘロドトスによれば「ランプ祭」（Feast of Lamps）と呼ばれる大きな祭りが毎年開催され、戸外に一晩中多数の明かりを灯したという。
また死と再生の神としてネイトについての復活信仰があった証拠もある。

## 習合関係

女神「タニト」の象徴。

ネイトは、同じエジプトの女神ハトホルやイシスと同一視された。
また古代ベルベル人により北アフリカで信仰されていた女神タニトとも同一視された（最古の文献にある）。またタニトは、ディードーが建設したカルタゴを発祥とするフェニキア文化でも信仰された。
タニト（Ta-nit）は、エジプト語では「Nit （ネイト）の土地」を意味する。タニトも軍神で処女の地母神、豊穣神でもある。その象徴は、エジプトのアンクに酷似しており、南フェニキアのサレプタから発掘されたその神殿には、フェニキアの女神アスタルト（イシュタル）とタニトを明らかに結び付けている碑文が見つかっている。タニトは、習合（interpretatio graeca）によって幾つかのギリシア神話の女神とも同一視された。
ヘレニズム期にエジプトを約3世紀に渡って支配したプトレマイオス朝は、紀元前30年にローマに征服された。この間、小アジアからエジプトに移住した人々がアノウケという女神を信仰していた。この軍神は、曲線を描き羽をつけた冠を被っており、槍または、弓矢を持っていた。後にアノウケはネイトと同一視されるようになった。
古代ギリシアの歴史家ヘロドトス（紀元前484年-425年ごろ）、プラトンのソクラテス式問答法の著作『ティマイオス』では、ネイトとアテーナーを同一視している。おそらくどちらも軍神であり機織りの女神という共通点から考えられた見られる。
ウォーリス・バッジは、エジプトにおけるキリスト教普及においてキリストの母とイシスやネイトといった女神の類似性が影響したと主張している。単為生殖は、キリスト誕生のずっと以前からネイトの属性であったため経外典を通してネイトやイシスの他の属性がキリストの母に転嫁された。